# 中國古代行政監察制度
中國行政監察制度起源很早，先秦時代已有类似的思想和制度。此后，行政监察制度的发展可分为三个階段：秦漢為建立發展階段；三國魏晉南北朝為完善強化階段；隋唐至明清為行政監察制度最嚴密時期。

## 歷史沿革
中國的行政監察制度，最早建立和發展于秦漢時期，但監察意識則為早於先秦時期已有，早於西周時期，周武王滅商朝後，把商紂王之子武庚封在商郡，統治殷商遺民，而商的京畿則分為三個地區，為別由武王之弟管叔、蔡叔、霍叔統治，以作監視武庚，三人被稱作三監，但是監國並非行政監察。

## 發展階段

### 戰國時期
戰國時代，設有御史一職，御史原作史官，兼掌記事文書。後來，御史權力日益增強，還兼著糾察功用。在《史記·滑稽列傳》記載齊王賜酒予淳于髡，淳于髡說：「賜酒大王之前，執法在旁，御史在後，髦恐懼俯伏而飲，不過一斗徑醉。」說明淳因御史在場，不敢放肆狂飲，怕醉後遭糾察，可見齊國之御史並負有糾察之職能。《史記·廉頗藺相如列傳》中記載，說明秦趙兩國亦設有御史。《戰國策》記「安邑之御史，其次恐不得也」，則記魏國亦設有御史。秦國宰相張儀，為秦遊說趙韓，曰：秦王使臣獻書大王御史，證明韓趙兩國亦設有御史之職。可見戰國時代，各國都設有御史一職。御史本身為掌文書及記錄，而從淳于髦的說話，看出御史並兼糾察之職，則越來越接近監察概念。戰國時代可說為監察制度的萌芽時期。

### 秦代
自秦始皇統一天下後，才正式出現完善的監察制度。秦始皇建立起以三公九卿制度為行政管理體系，即中央集權國家。秦始皇以御史大夫為中央監察長官。根據《漢書·百官公卿表》記載：「御史大夫，秦官，位上卿，銀印青綏綬，掌副丞相，有兩丞，秩千石，一曰中丞，在殿中蘭台，掌圖籍秘書，外督部刺史，內領侍御史員十五，受公卿奏事，舉劾按章。」，從百官公卿表看來，御史大夫有三大職責：
1. 御史大夫是僅次於丞相的副丞相。
2. 御史大夫掌握行政秘書之大權。
3. 御史大夫按公卿之奏事，舉劾按章，掌握監察之權。

因此，御史大夫是集行政、秘書、監察大權於一身的要職，御史大夫主要功用是對丞相進行監督和牽制。御史大夫下設御史中丞，輔助皇帝執行彈劾之權。則把秦朝的御史大夫，更進一步成為監察吏，但仍獨保留兼掌文書記事之職，尚未專司監察。

### 漢代
漢代時期，監察機關為御史府，又稱御史大夫寺，又名憲臺。漢初，御史大夫仍兼蘭台秘書，蘭台即「藏書之室，著述之所」，顯示御史大夫仍掌管秘書職務，監察制度仍未獨立行使。直到漢成帝八年，丞相被更改為大司徒，改太尉為大司马，御史大夫被改為大司空，改為專掌水利和工程建設的部門。監察之職由御史大夫改由御史中丞行使，至此，御史中丞便與御史大夫相脫鉤，成為獨立的監察機關，而地方則以监察御史、丞相史為監察系統，刺史為監察長官。除京師之外，全国分为十三刺史部。京師則以司隶校尉作監察長官。標誌著古代監察制度系統建立。
東漢時期，漢光武帝劉秀為鞏固新政權，設法加強中央集權制度，以作糾正西漢末年的混亂局面。漢光武帝下令，漢朝最高監察長官為御史中丞，御史中丞下設治書侍御史二人，选明法律者充任。凡遇疑事，按律定其是非。御史中丞的地位後來亦有所提高。東漢建武元年，劉秀特詔御史中丞，司隸校尉和尚書令三官號為「三獨坐」，三獨坐則是指在朝會時，有專席獨坐，而在專獨坐中，監察長官佔二席，足證監察制度在東漢初已受到統治者重視，有利監察系統運作。

## 強化階段

### 魏晉南北朝
魏晉南北朝時期，中央的監察制度，大多沿用漢制，御史台仍為最高監察機關。但由於世族地主的勢力日益壯大，佔據朝廷大量重要職務，造成「門閥政治」，影響了監察制度運作。後期規定世族不得為御史中丞，於是引起鬥爭，六十年內換了近五十三名御史中丞。

## 組織成熟階段

### 隋朝
隋朝時期，由於再次統一，重新建立了新的監察制度。隋文帝恢復漢之舊規，在中央恢復設立御史台，由御史台重掌「糾不當者，兼糾彈之」，設台主一名，台主為御史大夫，而下設治書侍御史二人，侍御史八人，殿內侍御史、監察御史十六人，錄事、主簿等下屬官員。值得注意的是，下屬官員不再由台主御史大夫隨意更換，改由吏部銓敘任命，與現代的文官制度相仿，由行政加強對監察制度的主導。隋亦在地方设司隶台，专掌州县监察。司隶大夫为台主。並建谒者台，持节察授。御史台、司隸台、谒者台合稱作三台。
隋朝时，中央设门下省，与中书省同掌机要，共议国政，并负责审查诏令，签署章奏，有封驳之权，具有监察机构的性质。

### 唐朝
監察制度在唐朝時期更為完善，唐代監察機制沿襲隋朝制度，仍稱作御史台，設副職御史中丞二名。並把御史大夫職責確為「掌持國家刑憲典章，以肅正朝廷」，即由御史大夫主理國家刑法，並有彈劾眾官的違失、違反朝廷紀律的權力。御史中丞輔助御史大夫實施其職。
唐朝御史台一設台院、殿院、察院，分別由侍御史、殿中侍御史、監察御史各司其職。三官的官階各不同，各有不同職責，形成唐代嚴密的監察系統。
而唐朝另外建立了另一套更有效的諫官系統，雖然諫官以皇帝为监察对象，把皇帝當作為國家最高官吏，對傳統的以法治官，不失為一項重大突破。谏官，職能為對君主言行等違失進行直言直諫，勸使其改正錯誤。唐太宗時期的魏徵則為好例子，魏徵進諫二百多次，促使唐太宗更正錯誤。諫官系統作為皇帝的監察鏡，及時糾正不少決策錯誤，避免禍國殃民之政。雖受到皇帝，諫官自身政風受到局限制約，但其監察功能是無容置疑的。
唐代的门下省，长官称侍中，其下有黄门侍郎、给事中、散骑常侍、谏议大夫、起居郎等官。侍中二人，掌出纳帝命，相礼仪。散骑常侍，掌规讽过失，侍从顾问。谏议大夫，掌谏谕得失，侍从赞相。给事中，掌侍左右，分判省事。补阙、拾遗，掌供奉讽谏，大事廷议，小则上封事。

### 宋朝
宋初，宋太祖趙匡胤並無投注甚多注意力在臺諫制度上面，甚至淪為加銜（有名無實亦無責）。直至宋真宗（時任同平章事為王旦）發布天禧詔書，重新確立臺諫功能，方才恢復職能。然而，宋代監察制度比唐朝變化更大者為諫官職任不再僅限議諫，而逐漸擴張至監察百官得失（然而御史職責並未隨之擴大，依然僅限於百官失當）。考慮到臺諫功能實質上相趨，由諫官言事，台官彈劾，這現象被稱為「台谏合一」，體現出宋代監察制度之強化。
宋初门下省仅主朝仪等事。以分隶门下、中书的左右谏议大夫、司谏、正言为谏官。真仁兩朝，原則上臺諫職責在於事後檢視詔書，視情況甚可追改之。神宗元丰改官制時，則一度恢复审查诏令的旧制。

### 元朝
元朝時期，忽必烈鑒於吏治廢馳，採納張雄飛之建議，於至元五年重建御史台，與負責行政的中書省、掌軍的樞密院成元朝三大權力系統。開始時，御史台的官吏皆由中書省任免，但後來，御史大夫又奪回任免權。御史大夫負責糾正百官，和前朝職能相仿。後來，下令各地設行御史台，為中央御史台派出機構。行御史台共三台，分察全国二十二道监察区。各道设肃政廉访司，由监察御史兼任肅政廉訪使，領導各地的監察，這樣由下到上，形成了巨大的全國監察網，扎實了元朝監察制度。
元朝把人民分為四類族群，歧視蒙古人以外的族群，這無可避免地給監察制度造成妨礙。元朝治國須漢人，但為了元朝貴族自身利益，又必須進行內部整理，故對蒙古貴族進行監察的不單有蒙古人監官，亦有漢人御史，這打破了四種人的規限，漢人御史多受打擊。如御史陳天祥，因彈劾蒙古貴族而被關進監獄，亦有貴族要挾廢除御史台，漢人御史多保持緘默，令御史台不能發揮真正效用，直到朱元璋建立明朝後才令監察制度更順利地運行。

### 明清兩朝
明朝初期，沿襲元朝，中央設中書省、都督府、御史台，分管行政、軍事、監察。御事台設左、右御史大夫、御史中丞、侍御史、治書侍郎史、殿中侍郎史、察院監察御史。洪武九年，廢除侍御史、治書侍郎史、殿中侍御史等職，三職合併至監察御史。1380年，洪武十三年，因丞相胡惟庸被以叛變罪名殺害，朱元璋決定廢除左右丞相之職同時，撤銷御史大夫，新設左右中丞，左右御史。但不久後，撤銷御史台機構，改置都察院，即總領監察御史，負責維持國家機關及官吏紀律的監察機關。
洪武六年（1373），分吏、户、礼、兵、刑、工六科，各设都给事中一人，正七品，左右给事中与给事中，均从七品，掌侍从、规谏、补阙、拾遗，辅助皇帝处理奏章，稽察六部事务。享有“科抄”，“科参”及“注销”之权，注销是指圣旨与奏章每日归附科籍，每五日一送内阁备案，执行机关在指定时限内奉旨处理政务，由六科核查后五日一注销。六科还可以参与“廷议”，“廷推”，参与朝廷大政方针的制定，监督其执行。
清朝亦設立都察院，雍正元年（1723）六科给事中并入都察院，与各道监察御史合称科道，置丞政一人，左右參政二人，其餘各沿明制。至此，古代监察系统达到了高度统一和严密。清朝还以皇帝的名义制定了中国古代最完整的一部监察法典《钦定臺规》。

### 引用
1. ↑  中國政制史，頁141
2. ↑  中國古代政制史，頁143
3. ↑  論古代中國行政監察制度
4. ↑  中國古代行政制度史，頁163
5. ↑  《南齐书》卷三四《刘休传》记载：“臣竊尋宋世載祀六十，歷職斯任者五十有三，校其年月，不過盈歲。”
6. ↑  隋書，卷廿八，百官下
7. ↑  中國古代政制史，頁186